# Prinerigone
Prinerigone is een geslacht van spinnen uit de familie hangmatspinnen (Linyphiidae).

## Soorten
De volgende soorten zijn bij het geslacht ingedeeld:
- Prinerigone aethiopica (Tullgren, 1910)
- Prinerigone pigra (Blackwall, 1862)
- Prinerigone vagans (Audouin, 1826)
  - Prinerigone vagans arabica (Jocqué, 1981)